# Kurčatovův institut
Kurčatovův institut (Курчатовский институт) je ústav, zabývající se výzkumem a vývojem v oboru jaderné fyziky a chemie. Sídlí v Moskvě a je pojmenován podle významného ruského fyzika Igora Kurčatova.

## Historie
Kurčatovův institut byl založen v roce 1943, s původním cílem vývoje jaderných zbraní. Do roku 1955 byl znám pod tajným jménem "Laboratoř č. 2 Akademie věd SSSR", poté byl přejmenován na Institut pro atomovou energii I. V. Kurčatova. Většina sovětských jaderných reaktorů byla navržena v tomto ústavu, včetně F-1, který byl postaven a provozován přímo v ústavu, a který byl prvním jaderným reaktorem mimo Severní Ameriku, který udržel kritičnost.
Od roku 1955 byl také sídlem pro významné vědecké experimentální práce v oblasti termonukleární fúze a fyziky plazmatu. Byly zde vyvinuty první tokamakové systémy, z nichž nejúspěšnější byl T-3 a jeho větší verze T-4. T-4 byl testován v roce 1968 v Novosibirsku, kde byla provedena první kvazistacionární reakce termonukleární fúze.
Až do roku 1991 dohlíželo na řízení Kurčatovova institutu ministerstvo atomové energie. Po transformaci na Státní vědecké centrum v listopadu 1991 byl ústav podřízen přímo ruské vládě. Podle zakládací listiny ústavu je ředitel ústavu jmenován předsedou vlády, na základě doporučení Rosatomu. V únoru 2005 byl jmenován ředitelem ústavu Michail Kovalčuk; od roku 2015 je prezidentem Institutu, zatímco funkce ředitele byla postupně obsazena V. Ilgisonisem, D. Minkinem a (od listopadu 2018) Alexandrem Blagovem.
V únoru 2007 vyhrál Kurčatovův institut výběrové řízení a stal se hlavní organizací, která koordinuje výzkum v oblasti nanotechnologií v Rusku.

## Projekty
Kurčatovův institut se podílí i na následujících výzkumných projektech:
- ITER – mezinárodní experimentální termonukleární reaktor, Saint-Paul-lès-Durance, Francie
- FAIR – zařízení pro antiprotonový a iontový výzkum, Darmstadt, Německo
- IGNITOR – verze tokamaku (fúzního reaktoru), vyvíjená v Itálii